# Mon pépé est un fantôme
Mon pépé est un fantôme (anciennement Napoléon Tran) est une série de bande dessinée franco-belge parue aux éditions Dupuis dessinée par Olivier Taduc, scénarisée par Nicolas Barral et colorisée par Nicolas Petrimaux. La bande dessinée a d'abord été publiée dans l'hebdomadaire Spirou avant la parution en albums.

## Synopsis
Napoléon Tran est un enfant de 10 ans à moitié corse et vietnamien dont les parents sont séparés. Le jour où il va à l'enterrement de son grand-père, il voit le fantôme de ce dernier qui va l'accompagner dans sa vie pour que lui et Napoléon puissent faire en sorte que les parents de Napoléon se remettent en couple.

## Albums
Les albums sont divisés en plusieurs saisons, comme une série télé, la parution s'échelonne de 2008 à 2011 :
- - Saison 1 [1],[2] (2008)
  - Saison 2 [3],[4] (2009)
  - Saison 3 [5] (2010)
  - Saison corse[6],[7] (2011)